# 723 هـ
723 هـ هي سنة في التقويم الهجري امتدت مقابلةً في التقويم الميلادي بين سنتي 1323 و1324.

## مواليد
- ابن الملقن
- أبو حمو موسى الزياني

## وفيات
- ابن الشاط السبتي
- ابن الفوطي
- محمد بن آجروم
- ابن اجروم